# 오카 다카즈미
오카 다카즈미(일본어: 岡 敬純, 1890년 2월 11일 ~ 1973년 12월 4일)는 오사카부 출신의 일본제국 해군 군인으로, 최종 계급은 해군 중장이었다.

## 생애
일본 해군병학교와 일본 해군대학을 졸업하였다. 그는 중위 무렵부터 주로 잠수함 근무가 많아, 잠수함장과 잠수학교 교관을 역임하였다.
해군대학교 졸업 후에는 군령부 근무, 일본 해군성 임시 조사 과장, 제네바 협정 전권 수행원, 군무국 제1과장 등의 중앙 요직을 두루 거쳤는데, 그의 상관은 이노우에 시게요시(井上成美)였다.
1940년, 군무국장에 오를 시 "육군이 정책을 내걸고 해군에 압력을 행사하고 있다. 해군은 아무런 대응도 하지 못했다. 왜 이렇게 육군에 대응하는 정책담당자를 만들지 않는가, 그렇담 일본이 아무렇게나 지탱해도 좋단 말인가"라고 비판하여 국방 정책을 담당하는 군무국 제2과가 신설되었다.
이 때 과장으로 임명된 인물이 전쟁개전론자였던 이시카와 신고(石川信吾) 대좌였는데, 당시 화평론자가 대부분을 차지했던 일본 해군 내에서는 반대가 거셌으나, 오카 다카즈미가 그를 임명해 일본 해군의 정책이 이 두 인물로 중심으로 흘러갔다. 이로 인해 전후 천황의 최측근 기도 고이치(木戸幸一)가 일본 해군 내에서 가장 대미 개전을 강하게 주장한 인물이 오카라고 말해 A급 전범으로 기소되었다.
도조 내각에선 해군 차관에 올랐지만, 도조 내각이 물러나고 성립한 고이소 내각에선 해군대신으로 취임한 요나이 미쓰마사(米内光政)에 의해 그 직위에서 물러나게 되었고, 이후 진해(지금의 대한민국 창원시 진해구)의 경비부 사령관이 되면서 중앙과 멀어졌다. 그 후, 1945년 6월 20일에 예비역으로 편입되었다.
태평양 전쟁 후 극동 국제 군사 재판에서 종신형 판결을 받고 복역하다가 1954년, 석방되었다. 하지만, 석방된 이후에는 죽을 때까지 공적인 장소에 나타나는 일이 크게 없었으며, 결혼하지 않고 독신으로 살다가 1973년 사망하였다.